# Splashtop OS
Splashtop OS — комерційний мініатюрний дистрибутив Linux зі швидким завантаженням, призначений переважно для вбудови у BIOS комп'ютерних материнських плат і інші прилади. Ця операційна система розроблялася Splashtop Inc. (раніше називалася DeviceVM Inc).

## Концепція
ОС призначалася для інтеграції у пристрої (деякі моделі материнських плат і комп'ютерів ASUS, Dell і HP), і як правило постачалася вже встановленою, а не вимагала окремого встановлення користувачем. Splashtop завантажувалася перед основною операційною системою відразу після вмикання комп'ютера і дозволяла протягом декількох секунд отримати доступ до базового набору застосунків, в число яких входили браузер, медіаплеєр, клієнт електронної пошти, програма для обміну миттєвими повідомленнями тощо.
Проте міні-ОС може бути і встановлена як альтернативне завантаження операційної системи, може співіснувати з Windows. Загальнодоступна версія Splashtop містить лише «простий і зручний у використанні» браузер на основі Chromium, доповнений низкою плагінів.
Splashtop тільки зчитує дані. ОС може працювати з 512МБ флеш-пам'яті в BIOS материнської плати. Завантаження триває близько 5 секунд, і ця характеристика при просуванні на ринку проголошується як «миттєва».
Splashtop використовує Bootsplash, SquashFS, Blackbox, SCIM, і ядро Linux 2.6. Система має графічний інтерфейс користувача, веббраузер на основі Mozilla Firefox 3.0 або Chromium, VoIP-клієнт Skype, чат, побудований на Pidgin, також включений Adobe Flash Player 10.
Компанія Splashtop Inc. повідомила про укладення угоди з Microsoft, за умовами якої Bing мав стати стандартним пошуковим інструментом у Splashtop OS.

## Виноски
1. ↑  Splashtop Instant-On Desktop from DeviceVM. Архів оригіналу за 13 грудня 2010. Процитовано 2 грудня 2010.
2. ↑  Архівована копія. Архів оригіналу за 13 грудня 2010. Процитовано 2 грудня 2010.{{cite web}}:  Обслуговування CS1: Сторінки з текстом «archived copy» як значення параметру title (посилання)
3. ↑  Phoronix] SplashTop To Splash Onto Notebooks, Desktops. Архів оригіналу за 20 січня 2008. Процитовано 2 грудня 2010.
4. ↑  http://www.splashtop.com/press_releases_detail.php?Id=61 [Архівовано 4 листопада 2010 у Wayback Machine.] DeviceVM, Inc. officially becomes Splashtop Inc.
5. ↑  http://www.phoronix.com/scan.php?page=news_item&px=ODczNw [Архівовано 5 грудня 2010 у Wayback Machine.] Remember SplashTop? Here's An Update On Them
6. ↑  Splashtop Instant-On Desktop from DeviceVM. Архів оригіналу за 12 жовтня 2007. Процитовано 2 грудня 2010.
7. 1 2  New Splashtop OS Now Available for Consumer Download. Архів оригіналу за 13 грудня 2010. Процитовано 2 грудня 2010.
8. ↑  SplashTop's Instant-On Linux Desktop | Geek.com. Архів оригіналу за 7 вересня 2008. Процитовано 2 грудня 2010. [Архівовано 2008-09-07 у Wayback Machine.]
9. 1 2 3 4  Phoronix] ASUS Motherboard Ships With Embedded Linux, Web Browser. Архів оригіналу за 14 жовтня 2007. Процитовано 2 грудня 2010.
10. ↑  Архівована копія. Архів оригіналу за 28 грудня 2010. Процитовано 2 грудня 2010.{{cite web}}:  Обслуговування CS1: Сторінки з текстом «archived copy» як значення параметру title (посилання)
11. ↑  Архівована копія. Архів оригіналу за 21 травня 2011. Процитовано 2 грудня 2010.{{cite web}}:  Обслуговування CS1: Сторінки з текстом «archived copy» як значення параметру title (посилання)
12. 1 2  Архівована копія. Архів оригіналу за 13 грудня 2010. Процитовано 2 грудня 2010.{{cite web}}:  Обслуговування CS1: Сторінки з текстом «archived copy» як значення параметру title (посилання)
13. ↑  Архівована копія. Архів оригіналу за 30 грудня 2010. Процитовано 2 грудня 2010.{{cite web}}:  Обслуговування CS1: Сторінки з текстом «archived copy» як значення параметру title (посилання)
14. ↑  Небольшая ОС Splashtop стала общедоступной. Архів оригіналу за 4 грудня 2010. Процитовано 2 грудня 2010.